# Puchar Kontynentalny w kombinacji norweskiej
Puchar Kontynentalny w kombinacji norweskiej (zwany też w skrócie PK lub COC – od angielskiego  Continental Cup) – cykl zawodów rozgrywanych na całym świecie, będący zapleczem Pucharu Świata. 
W dniu, który poprzedza dzień głównego konkursu odbywają się oficjalne treningi. Tuż przed zawodami odbywa się jedynie seria próbna – nie odbywają się, jak w PŚ, kwalifikacje. W I serii startują wszyscy zgłoszeni zawodnicy. Prawo startu w PK mają zawodnicy, którzy kiedykolwiek zdobyli choć jeden punkt do klasyfikacji Grand Prix, PŚ, bądź PK, a także skoczkowie, którzy w aktualnym, bądź poprzednim sezonie zapunktowali w zawodach FIS Cup. Zdobycie punktów w PK umożliwia zawodnikowi start w Pucharze Świata na aktualny i kolejny sezon. 
Międzynarodowa Federacja Narciarska powołała do życia Puchar Kontynentalny, głównie ze względu na dużą liczbę zawodników chcących startować w Pucharze Świata. Pierwsza edycja odbyła się w sezonie 1990/1991. Początkowo zawody rozgrywane były pod nazwą Puchar Świata B, ale od sezonu 2008/2009 zmieniono nazwę na obecną. Miało to na celu ujednolicenie nazewnictwa (FIS organizuje także zawody Pucharu Kontynentalnego w skokach oraz biegach narciarskich).
Od sezonu 2017/2018 rozgrywany jest również cykl Pucharu Kontynentalnego kobiet.

## Zwycięzcy

### Mężczyźni
| Sezon     | 1. miejsce                            | 2. miejsce            | 3. miejsce                 |
| --------- | ------------------------------------- | --------------------- | -------------------------- |
| 1990/1991 | Josef Kovařík                         | Thomas Donaubauer     | Andreas Schaad             |
| 1991/1992 | Thomas Krause                         | Uwe Prenzel           | Radomír Skopek             |
| 1992/1993 | Thomas Abratis                        | Enrico Heisig         | Falk Weber                 |
| 1993/1994 | Glenn Skram                           | Tsugiharu Ogiwara     | Günther Csar Falk Weber    |
| 1994/1995 | Markus Wüst                           | Zbyněk Pánek          | Sepp Buchner               |
| 1995/1996 | Gard Myhre                            | Stefan Wittwer        | Christoph Bieler           |
| 1996/1997 | Frédéric Baud                         | Robert Stadelmann     | Falk Weber                 |
| 1997/1998 | Lars Andreas Østvik                   | Gen Tomii             | Preben Fjære Brynemo       |
| 1998/1999 | Christoph Bieler Preben Fjære Brynemo |                       | Kōji Takasawa              |
| 1999/2000 | Frédéric Baud                         | Sverre Rotevatn       | Antti Kuisma               |
| 2000/2001 | Jan Rune Grave                        | Kris Erichsen         | Andrej Jezeršek            |
| 2001/2002 | Sverre Rotevatn                       | Carl Van Loan         | Jens Salumäe               |
| 2002/2003 | Magnus Moan                           | Matthias Mehringer    | Marc Frey                  |
| 2003/2004 | Yōsuke Hatakeyama                     | Ivan Rieder           | Takashi Kitamura           |
| 2004/2005 | Stephan Münchmeyer                    | Marcel Höhlig         | Bernhard Gruber            |
| 2005/2006 | Florian Schillinger                   | Stephan Münchmeyer    | Maxime Laheurte            |
| 2006/2007 | Einar Uvsløkk                         | Steffen Tepel         | Mikko Kokslien             |
| 2007/2008 | Marco Pichlmayer                      | Mark Schlott          | Magnus Krog                |
| 2008/2009 | Matthias Menz                         | Ruben Welde           | Andreas Günter             |
| 2009/2010 | Tomaz Druml                           | Benjamin Kreiner      | Christian Beetz            |
| 2010/2011 | Fabian Rießle                         | Magnus Krog           | Jørgen Gråbak              |
| 2011/2012 | Marjan Jelenko                        | Geoffrey Lafarge      | Mark Schlott               |
| 2012/2013 | Andreas Günter                        | Harald Lemmerer       | Truls Sønstehagen Johansen |
| 2013/2014 | Tomaz Druml                           | Wolfgang Bösl         | Lukas Greiderer            |
| 2014/2015 | Lukas Greiderer                       | Harald Lemmerer       | Gudmund Storlien           |
| 2015/2016 | Martin Fritz                          | Harald Lemmerer       | Lukas Greiderer            |
| 2016/2017 | Martin Fritz                          | David Welde           | Tobias Simon               |
| 2017/2018 | Thomas Jöbstl                         | Martin Fritz          | Sindre Ure Søtvik          |
| 2018/2019 | Paul Gerstgraser                      | Leif Torbjørn Næsvold | Thomas Jöbstl              |
| 2019/2020 | Jakob Lange                           | Paul Gerstgraser      | Lars Ivar Skårset          |
| 2020/2021 | Simen Tiller                          | Lars Ivar Skårset     | David Mach                 |
| 2021/2022 | Jakob Lange                           | David Mach            | Wendelin Thannheimer       |
| 2022/2023 | Terence Weber                         | Wendelin Thannheimer  | Manuel Einkemmer           |
| 2023/2024 | Aleksander Skoglund                   | Florian Kolb          | Jakob Lange                |
| 2024/2025 | Jakob Lange                           | Andreas Ottesen       | Florian Kolb               |

### Kobiety
| Sezon     | 1. miejsce           | 2. miejsce                               | 3. miejsce           |
| --------- | -------------------- | ---------------------------------------- | -------------------- |
| 2017/2018 | Stiefanija Nadymowa  | Ayane Miyazaki                           | Jenny Nowak          |
| 2018/2019 | Tara Geraghty-Moats  | Gyda Westvold Hansen                     | Jenny Nowak          |
| 2019/2020 | Tara Geraghty-Moats  | Marte Leinan Lund                        | Gyda Westvold Hansen |
| 2020/2021 | Sigrun Kleinrath     | Gyda Westvold Hansen Tara Geraghty-Moats |                      |
| 2021/2022 | Gyda Westvold Hansen | Annika Sieff                             | Ema Volavšek         |
| 2022/2023 | Sophia Maurus        | Annika Malacinski                        | Joanna Kil           |
| 2023/2024 | Joanna Kil           | Sophia Maurus                            | Marie Nähring        |
| 2024/2025 | Sophia Maurus        | Marie Nähring                            | Daniela Dejori       |